# Понти-Алта-ду-Бон-Жезус

Понти-Алта-ду-Бон-Жезус на карте штата.

Понти-Алта-ду-Бон-Жезус (порт. Ponte Alta do Bom Jesus) — муниципалитет в Бразилии, входит в штат Токантинс. Составная часть мезорегиона Восточный Токантинс. Входит в экономико-статистический микрорегион Дианополис. Население составляет  4 544 человека на 2010 год. Занимает площадь 1 806,141 км². Плотность населения — 2,52 чел./км².

## Демография
Согласно сведениям, собранным в ходе переписи 2010 г. Национальным институтом географии и статистики (IBGE), население муниципалитета составляет:
| Полное население                               | Полное население                               | Полное население                               | Полное население                               | 4 544 |
| ---------------------------------------------- | ---------------------------------------------- | ---------------------------------------------- | ---------------------------------------------- | ----- |
| в том числе:                                   | Городское население                            | 2 501                                          | Процент городского населения, %                | 55,04 |
|                                                | Сельское население                             | 2 043                                          | Процент сельского населения, %                 | 44,96 |
|                                                | Мужское население                              | 2 405                                          | Процент мужского населения, %                  | 52,93 |
|                                                | Женское население                              | 2 139                                          | Процент женского населения, %                  | 47,07 |
| Плотность населения, чел/км²                   | Плотность населения, чел/км²                   | Плотность населения, чел/км²                   | Плотность населения, чел/км²                   | 2,52  |
| Население муниципалитета в % к населению штата | Население муниципалитета в % к населению штата | Население муниципалитета в % к населению штата | Население муниципалитета в % к населению штата | 0,33  |

По данным оценки 2016 года население муниципалитета составляет 4 649 жителей.

## Статистика
- Валовой внутренний продукт на 2003 составляет 8.755.350,00 реалов (данные: Бразильский институт географии и статистики).
- Валовой внутренний продукт на душу населения на 2003 составляет 1.991,21 реалов (данные: Бразильский институт географии и статистики).
- Индекс развития человеческого потенциала на 2000 составляет 0,616 (данные: Программа развития ООН).

## Важнейшие населенные пункты
| № | Населённый пункт        | Населённый пункт (порт.) | Категория | Население чел. (2010) | На карте                        |
| - | ----------------------- | ------------------------ | --------- | --------------------- | ------------------------------- |
| 1 | Понти-Алта-ду-Бон-Жезус | Ponte Alta do Bom Jesus  | город     | 2501                  | 12°05′15″ ю. ш. 46°28′43″ з. д. |
| 2 | Боа-Виста-ди-Белен      | Boa Vista de Belém       | поселок   | 316                   | 11°54′57″ ю. ш. 46°30′02″ з. д. |
| 3 | Ипанема                 | Ipanema                  | поселок   | 80                    | 11°53′27″ ю. ш. 46°32′28″ з. д. |
| 4 | Мимоза-дус-Мариньюс     | Mimosa dos Marinhos      | поселок   | 68                    | 12°15′04″ ю. ш. 46°40′07″ з. д. |
| 5 | Фазенда-ду-Мею          | Fazenda do Meio          | поселок   | 68                    | 11°59′52″ ю. ш. 46°28′05″ з. д. |